# Прапор Вознесенського району
Пра́пор Вознесе́нського райо́ну — офіційний символ Вознесенського району Миколаївської області, затверджений 19 вересня 2012 року рішенням № 6 сесії Вознесенської районної ради. Автор проекту прапора — Ігор Дмитрович Янушкевич.

## Опис
Прапор являє собою прямокутне полотнище зі співвідношенням сторін 2:3, що розділене на дві частини. Частина з боку древка складається з горизонтальних синьої, поперемінно трьох хвилястих білих і двох зелених, і малинової смуг зі співвідношенням 23:1:2:1:2:1:7. Друга жовта частина має ширину, що рівна 1/3 довжини прапора. В центрі синьої смуги розміщено білі крило і голова орла, обернуті до вільного краю, покладені на жовту булаву в стовп. 